# 奧佐基縣 (威斯康辛州)
奧佐基县（英語：Ozaukee County）是位於美國威斯康辛州東部的一個縣，臨密西根湖。面積2,891平方公里，其中2,290平方公里 （79.22%）為水面面積，陸地面積為全州最小。根據美國2000年人口普查估計，共有人口82,317人。縣治華盛頓港 (Port Washington)。
成立於1853年3月7日。縣名來自索克人的全名Osauki-wug （黃土地的人）。全縣是美國貧窮人口第二少的縣 （2.6%），人均收入全國第二十五位。